# Chad White
Chad White (5 de agosto de 1988) es un actor de películas pornográficas estadounidense, también conocido bajo los pseudónimos de Chad, Blair, Mattox. Actualmente reside en Sudáfrica.

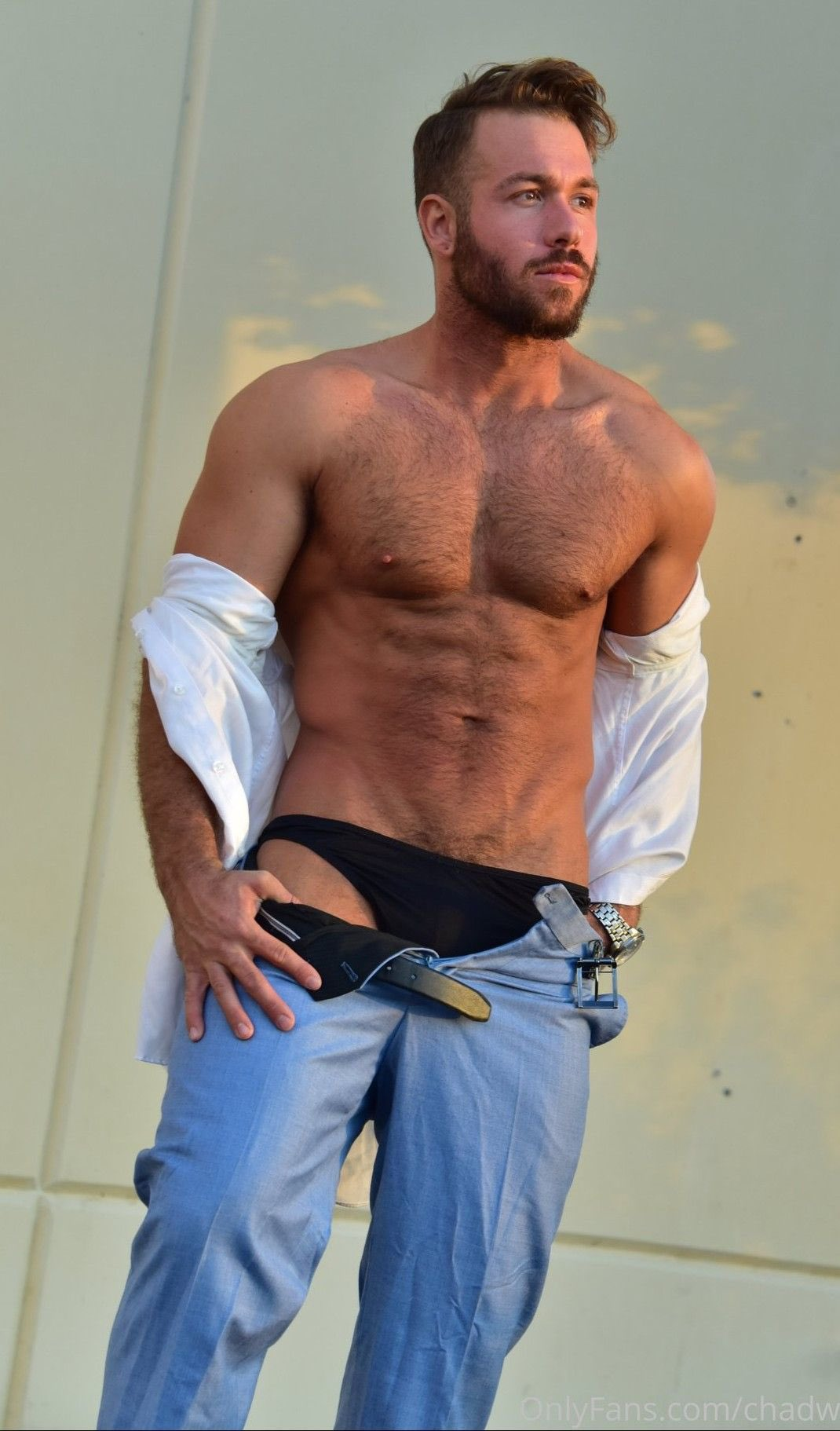
Chad White

## Premios y nombramientos

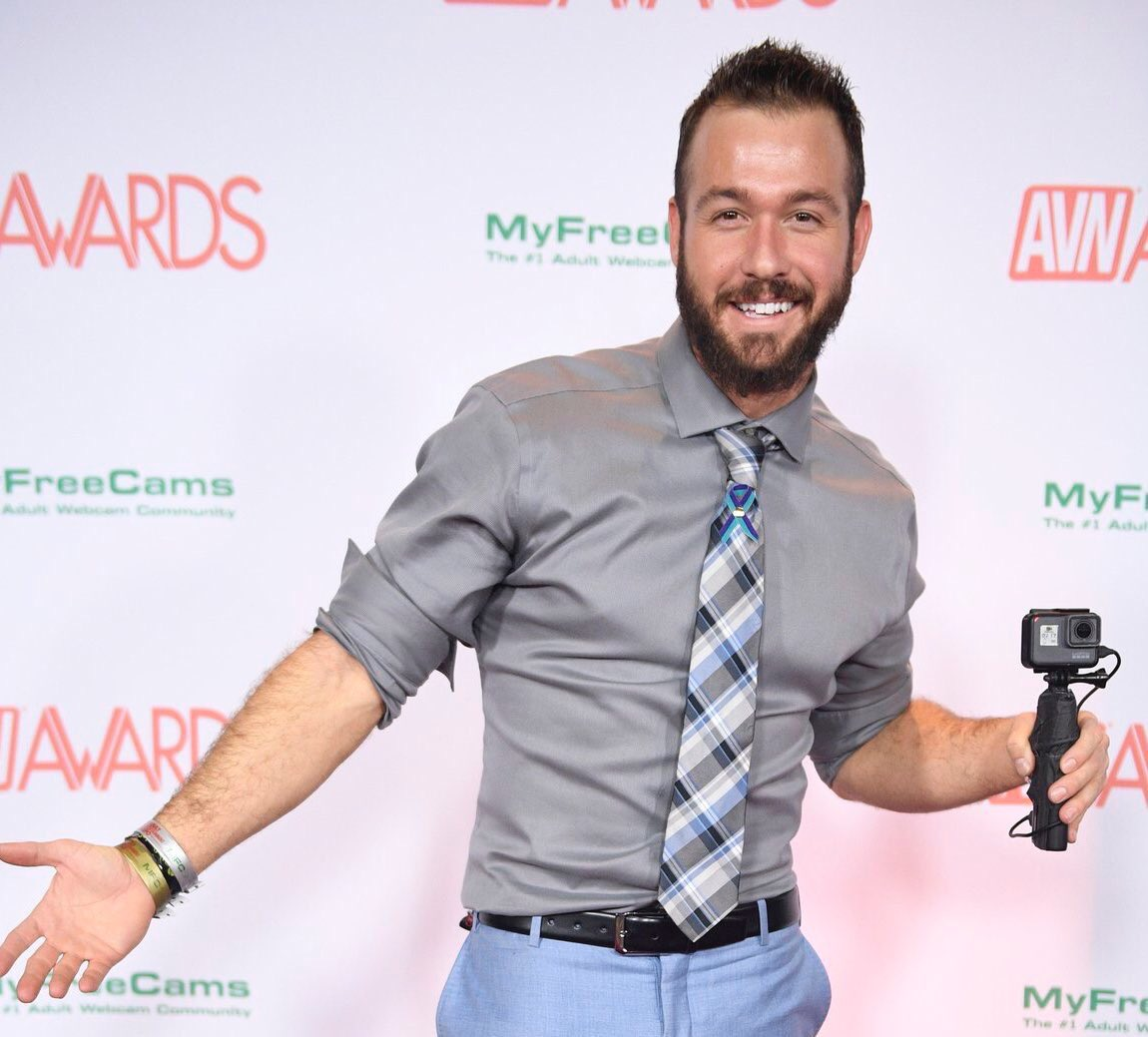
Chad White in the AVN Awards

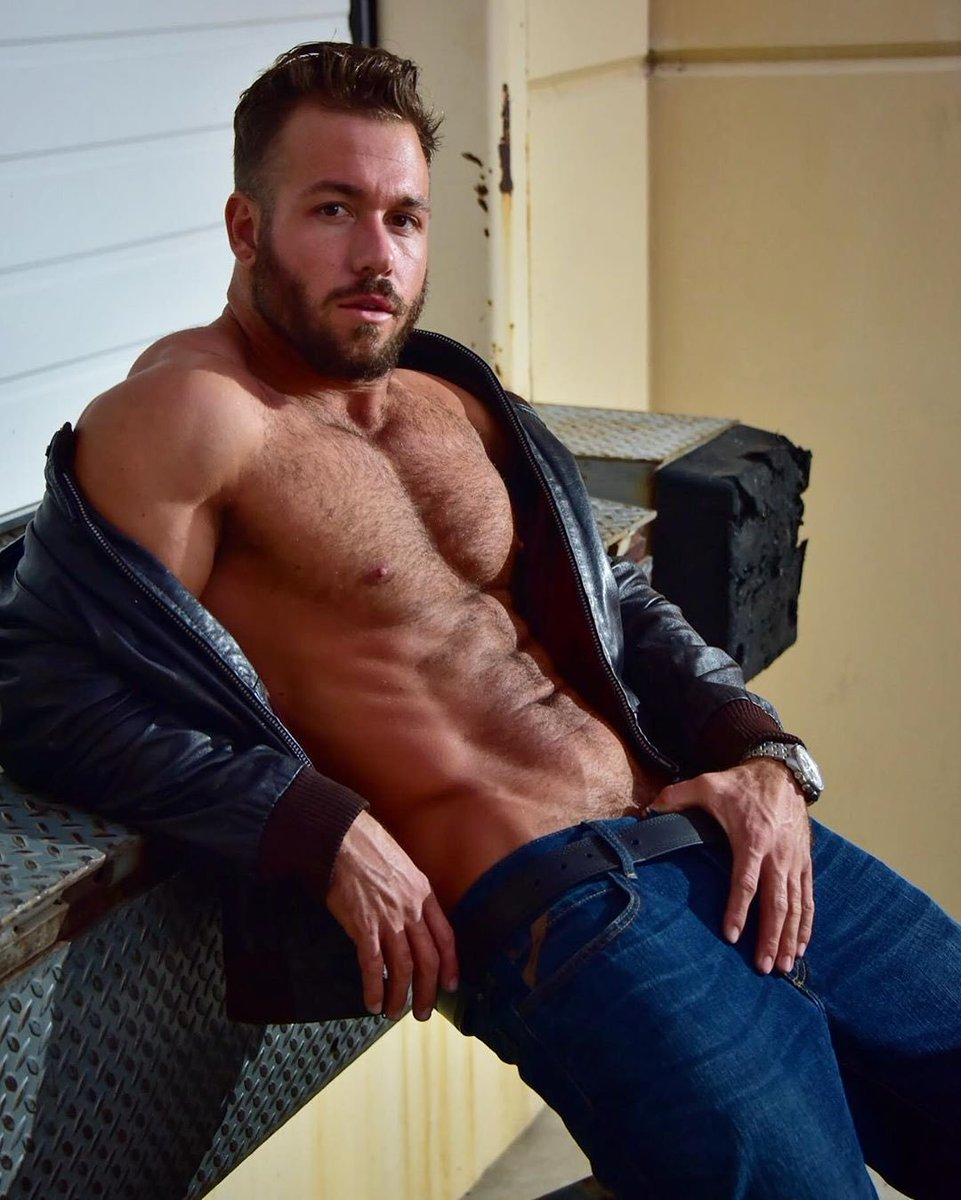
Chad White Modelando

| Año  | Resultado                                        | Premio                                                 | Trabajo                             |
| ---- | ------------------------------------------------ | ------------------------------------------------------ | ----------------------------------- |
| 2014 |                                                  | Recién llegado Macho mejor                             |                                     |
| 2015 |                                                  | Estrella Porno Favorito                                |                                     |
| 2015 |                                                  | Actor de apoyo                                         | Segundas Oportunidades              |
| 2015 |                                                  | Mejor Escena de Sexo Chica/Chico (con Carmen Caliente) | Not Jersey Boys XXX: A Porn Musical |
| 2016 |                                                  | Mejor Actor                                            | Esperando el Amor                   |
| 2016 | Intérprete masculino del Año                     |                                                        |                                     |
| 2016 | Premio de los fanes: Estrella Masculina Favorita |                                                        |                                     |

| Año  | Resultado | Premio | Trabajo                    |
| ---- | --------- | --- | -------------------------- |
| 2015 |           | Actor De apoyo | Segundas Posibilidades     |
| 2015 |           | Mejor Escena - Película (con Carter Cruise)                                                                                           | Segundas Posibilidades     |
| 2015 |           | Mejor Escena - pareja - (con Jesse Jane)                                                                                              | Lollipop                   |
| 2015 |           | Escena mejor - No-Liberación de Característica (con Vicki Chase, Marco Banderas, Steve Holmes, Alex Jones, Evan Stone & Criss Golpes) | V Para Vicki               |
| 2016 |           | Intérprete macho del Año |                            |
| 2016 |           | Actor mejor - pareja- | Vida de cambio             |
| 2016 |           | Mejor Escena de Sexo (con Kendra Lujuria & Nicole Aniston)                                                                            | 2 Chicks Same Time Vol. 20 |

| Año  | Resultado | Premio        |
| ---- | --------- | ------------- |
| 2014 |           | Joven del Año |